# آلساندرو برتولینی
آلساندرو برتولینی (ایتالیایی: Alessandro Bertolini؛ زادهٔ ۲۷ ژوئیهٔ ۱۹۷۱) دوچرخه‌سوار اهل ایتالیا است. وی در مسابقات تور دو فرانس و جیرو دیتالیا شرکت کرده است.